# New Statesman
De New Statesman is een Brits politiek en cultureel tijdschrift dat in Londen wordt gepubliceerd. Het blad werd op 12 april 1913 opgericht als een wekelijkse recensie van politiek en literatuur. In de beginperiode sloot het aan bij het gedachtegoed van vooraanstaande leden van de socialistische Fabian Society zoals Sidney en Beatrice Webb, en medeoprichter en directeur George Bernard Shaw.
Vandaag de dag is het magazine een print-digitale hybride. Volgens de huidige visie neemt het een liberale en progressieve politieke positie in. Hoofdredacteur Jason Cowley beschreef New Statesman als een publicatie "van links, voor links", maar ook als "een politiek en literair tijdschrift", en “politiek sceptisch".